# Amores perros
(dedica nei titoli di coda)
Amores perros è un film  del 2000 diretto da Alejandro González Iñárritu. È il primo capitolo della Trilogia sulla morte, seguito da 21 grammi e Babel. Il film ha ricevuto una candidatura ai Premi Oscar 2001 come miglior film straniero ed è detentore di oltre 50 premi cinematografici.
Il racconto è composto da tre storie ambientate a Città del Messico che, a partire da un incidente automobilistico, si intrecciano e determinano il destino dei suoi personaggi. La doppia natura dell'uomo è presente nella metafora suggerita dalla costante presenza dei cani, alter ego dei personaggi. Lo stesso concetto viene ribadito nel titolo: Perros, che in spagnolo significa cani, è usato come aggettivo all'incirca con il significato di cattivo, dunque "amori cattivi".
Questo film è diventato oggetto di studio sia da un punto di vista tecnico sia storico, in quanto si ritiene che abbia segnato l'inizio del nuovo cinema messicano, inteso come cinema capace di attirare l'attenzione del pubblico fuori dalle sue frontiere.

## Trama
Nei tre distinti episodi i protagonisti sono persone di diverse estrazioni sociali che in alcuni brevi momenti interagiscono tra loro.
Octavio e Susana
La prima storia ha come protagonista Octavio, che vive con la madre, il fratello Ramiro, la consorte di quest'ultimo e il loro neonato. Tra Octavio e la moglie del fratello nasce una storia, aiutata dai modi bruschi con i quali il violento Ramiro tratta la compagna. Octavio vorrebbe scappare con lei ma la mancanza di denaro non lo aiuta: decide dunque di sfruttare il proprio cane nei numerosi combattimenti clandestini che si svolgono in città. La bestia è molto forte fisicamente e frutta all'uomo denaro sufficiente a permettergli di andarsene di casa. Tuttavia all'ultimo combattimento il cane viene gravemente ferito da un colpo di pistola e Octavio, per vendicarsi, accoltella il padrone dell'altro cane, che aveva premuto il grilletto. Ne consegue uno spettacolare inseguimento nel quale Octavio causa un incidente con un'altra automobile.
Daniel e Valeria
Il secondo intreccio ci illustra la patinata vita di una modella di nome Valeria che, portandosi dietro il suo inseparabile cane, va a vivere assieme al suo compagno, appena separato dalla moglie. La vita della bella donna tuttavia prende una brusca sterzata quando viene coinvolta nello scontro con l'auto in fuga di Octavio. Valeria subisce gravi danni alla gamba destra, che la costringeranno ad una lunga riabilitazione. Inoltre, complici gli avvenimenti capitati allo stesso cane, il rapporto tra Daniel e Valeria sembra incrinarsi e i litigi diventano sempre più frequenti.
La situazione precipita quando Valeria viene colpita da trombosi, e i medici sono costretti ad amputarle la gamba: per la donna, che delle proprie gambe aveva fatto il punto forte della sua carriera, è un colpo psicologicamente molto duro da assorbire, ma che probabilmente le consentirà di riappacificarsi con il suo compagno.
El Chivo e Maru
La terza storia tratta di un sicario che si fa chiamare El chivo e che trascorre la sua esistenza circondato dai suoi numerosi cani, in una squallida abitazione di un quartiere malfamato della città. Prima di essere arrestato, El chivo era stato un guerrigliero che anni prima aveva abbandonato moglie e figlia per cercare di cambiare la società. Nonostante il suo personaggio venga approfondito nell'ultima parte del film, egli appare anche durante la prima metà, e si trova nel luogo dell'incidente tra Octavio e Valeria. In questa occasione raccoglie il moribondo cane del ragazzo e lo porta a casa per curarlo.
Il suo incarico successivo consiste nell'uccidere un uomo su commissione del fratellastro. Decide però di cambiare vita: per terminare il suo compito rapisce la vittima, la imprigiona in casa propria e la fa incontrare con il fratellastro, il quale era venuto per pagarlo. Decide dunque di lasciarli lì entrambi, con una pistola in mezzo alla stanza. Successivamente si rade e va a casa della figlia, assente, lasciandole dei soldi, delle foto ed un messaggio di affetto e di riconciliazione nella segreteria telefonica. Fatto questo, accompagnato dal cane che fu di Octavio, parte verso destinazione ignota.

## Produzione
Il progetto cinematografico originale comprendeva undici cortometraggi ambientati nella metropoli di Città del Messico. Successivamente solo tre di queste storie vennero espanse e sviluppate in un unico film. L'ideologia di partenza era denunciare le contraddizioni di Città del Messico.
La fase di pre-produzione durò 3 anni; prima di ultimare la sceneggiatura furono scritte 36 versioni del film. Il regista si servì di 52 attori provenienti da diversi contesti sociali; molti di loro erano alla prima esperienza cinematografica, come ad esempio Gael García Bernal. Il metodo di selezione degli attori si basò sulle caratteristiche che condividevano con i loro ruoli. Per fare in modo che empatizzassero al meglio, il regista li fece vivere per un po' di tempo nelle stesse condizioni dei personaggi che avrebbero interpretato. Il film è stato realizzato con un budget molto basso di circa 2,4 milioni di dollari.
Ha guadagnato oltre 20 milioni di dollari.

## Stile e temi
Nel film le vicende dei protagonisti si intersecano a causa di un incidente d'auto, evento che svolge la funzione di connettore fra i tre episodi che altrimenti non avrebbero apparentemente alcun punto in comune. Mettendo in scena tre "tranci di vita" che si risolvono tutti con un tragico finale, il film ritrae un'umanità senza speranza e mostra come il confine fra umanità e animalità sia talvolta impercettibile.
Caratteristica peculiare del film è la strategia enunciativa della narrazione che gioca su scarti temporali, flashback, anticipazioni e continui rimandi. Le tematiche che ricorrono in ciascun capitolo (l'amore, la morte, il rapporto con i cani e la famiglia) fanno sì che venga mantenuta la coerenza narrativa permettendo di riconoscere le tre storie come parte di un unico racconto. Un'altra cifra stilistica è l'ossimoro cinematografico, ossia il voluto accostamento di due elementi semantici antitetici: le scene d'amore si accostano a quelle di violenza, la bestialità degli esseri umani segue scene di humanitas, e alle atmosfere squallide di povertà si contrappongono momenti di agiatezza delle classi altoborghesi.

## Colonna sonora

### Disco 1
1. Tema Amores Perros (Gustavo Santaolalla) – 0:55
2. Sí señor (Control Machete) – 3:39
3. Lucha de gigantes (Nacha Pop) – 3:59
4. El afiche (Gustavo Santaolalla) – 0:34
5. La vida es un carnaval (Celia Cruz) – 4:36
6. Memorias (Gustavo Santaolalla) – 0:50
7. Corazón (Titán) – 4:37
8. Quiebre fuego y revelación (Gustavo Santaolalla) – 1:58
9. Coolo (Illya Kuryaki and the Valderramas) – 4:06
10. Un amor encontrado (Gustavo Santaolalla) – 0:50
11. Long cool woman (The Hollies) – 3:17
12. La cumbia del garrote (Los Del Garrote) – 3:17
13. Chivo Groove (Gustavo Santaolalla) – 3:15
14. Dame El Poder (Banda espuela de oro) – 3:21
15. El Apartamento (Gustavo Santaolalla) – 0:33
16. Pesada (Con Maigaz) (Control Machete) – 4:28
17. Tema Amores Perros + Atacama (Gustavo Santaolalla) – 3:31
18. Lucha De Gigantes (Fiebre) – 3:52[6]

### Disco 2
1. Me van a matar (Julieta Venegas) – 3:55
2. Aviéntame (Café Tacvba) – 3:00
3. Dog:God (Café Tacvba) – 3:04
4. Stop, Muerte (Illya Kuryaki and The Valderramas) – 4:27
5. Una vez más (Zurdok) – 3:15
6. De Perros Amores (Control Machete) – 3:50
7. Love is a bitch (Dover) – 3:21
8. Perro amor explota (Bersuit Vergarabat) – 3:54
9. Dime cuándo (Ely Guerra) – 4:40
10. Tienen el odio enjaulado (Fiebre) – 3:20
11. Lado animal (Moenia) – 4:42
12. Que arañan las entrañas (Banda Espuela De Oro) – 3:48[6]

## Riconoscimenti
- 2001 - Premio Oscar
  - Candidatura al miglior film straniero ad Alejandro González Iñárritu
- 2002 - Premio BAFTA
  - Miglior film non in lingua inglese ad Alejandro González Iñárritu
- 2000 - Festival di Cannes
  - Gran Premio della settimana della critica
- 2001 - Premio Ariel
  - Miglior film
  - Miglior regia ad Alejandro González Iñárritu
  - Miglior attore a Gael Garcìa Bernal
  - Miglior attore in un ruolo minore a Gustavo Sanchez Parra
  - Miglior fotografia a Rodrigo Prieto
  - Miglior montaggio a Luis Carballar, Alejandro González Iñárritu e Fernando Pérez Unda
  - Miglior design a Melo Hinojosa e Julieta Alvarez
  - Miglior trucco a David Ruiz Gameros e Marco Antonio Rosado
  - Migliori effetti speciali ad Alejandro Vazquez
  - Miglior sonoro
  - Miglior opera prima
- 2001 - London Critics Circle Film
  - Regista dell'anno a Alejandro González Iñárritu
- 2001 - National Board of Review of Motion Pictures
  - Miglior film straniero ad Alejandro González Iñárritu
- 2002 - Premio ALMA
  - Miglior film straniero ad Alejandro González Iñárritu
- 2000 - Premio ACE
  - Miglior regia ad Alejandro González Iñárritu
  - Miglior attore a Gael García Bernal
- 2000 - São Paulo International Film Festival
  - Miglior film
  - Miglior regia ad Alejandro González Iñárritu
- 2000 - Tokyo International Film Festival
  - Miglior film
  - Miglior regia ad Alejandro González Iñárritu
- 2000 - Festival internazionale del cinema di Valdivia
  - Miglior film
- 2000 - American Film Institute
  - Miglior film
- 2000 - Festival del Cinema di Bogotà
  - Miglior film

- 2000 - Camerimage
  - Rana d'oro per la fotografia a Rodrigo Prieto
- 2000 - Chicago International Film Festival
  - Miglior film
  - Miglior regia ad Alejandro González Iñárritu
  - Miglior attore a Gael García Bernal e Emilio Echevarría
- 2000 - Edinburgh International Film Festival
  - Miglior regia ad Alejandro González Iñárritu
- 2001 - Argentine Film Critics Association
  - Miglior film straniero
- 2001 - Boston Society of Film Critics
  - Miglior film straniero
- 2001 - British Independent Film Awards
  - Nomination Miglior film straniero
- 2001 - Festival internazionale del cinema di Porto
  - Miglior film
  - Miglior regia ad Alejandro González Iñárritu
  - Miglior sceneggiatura a Guillermo Arriaga
- 2001 - MTV Movie Awards America Latina
  - Film preferito
- 2001 - Palm Springs International Film Festival
  - Premio FIPRESCI ad Alejandro González Iñárritu
- 2002 - Premio Bodil
  - Candidatura al miglior film straniero
  - Miglior regia ad Alejandro González Iñárritu
- 2002 - Chicago Film Critics Association
  - Candidatura al miglior film straniero
- 2002 - Premio Chlotrudis
  - Miglior film
  - Miglior regia ad Alejandro González Iñárritu
  - Miglior sceneggiatura originale a Guillermo Arriaga
- 2002 - Grande Prêmio Cinema Brasil7
  - Miglior film straniero
- 2002 - Empire Awards
  - Candidatura alla miglior regia ad Alejandro González Iñárritu
- 2002 - Independent Spirit Awards
  - Candidatura al miglior film straniero
- 2002 - Sindacato belga della critica cinematografica
  - Film dell'anno